# Nederlands Hervormde kerk (Neerbosch)
De Nederlands Hervormde kerk van Neerbosch (voorheen Antonius Abtkerk) is een rijksmonument in de wijk Neerbosch-Oost in Nijmegen. In de volksmond spreekt men van het Witte kerkje van Neerbosch. Het gebouw dateert uit het eind van de 14e eeuw en is oorspronkelijk een rooms-katholieke kerk toegewijd aan Antonius Abt. Sinds de reformatie is het een Nederlands-hervormde kerk. Het gebouw heeft sinds 2004 een bedrijfsbestemming.

## Geschiedenis
Oorspronkelijk was Neerbosch een langgerekt dorp ten oosten van Nijmegen. De kerk met de nabijgelegen pastorie en de jongensschool vormden de dorpskern. In 1927 werd het dorp echter doorsneden door het nieuw aangelegde Maas-Waalkanaal. Voorts raakte Neerbosch volledig ingebouwd bij de naoorlogse uitbreidingen van Nijmegen. Daardoor is de centrale ligging van de kerk niet meer duidelijk zichtbaar.
Het kerkje werd eind 14e eeuw gebouwd als dorpskerk en heeft sindsdien nauwelijks ingrijpende veranderingen ondergaan. Wel werd er in 1438 een toren bijgebouwd die in 1456 werd vernieuwd. De lage zijbeuken zijn later toegevoegd. De kerk was gewijd aan de heilige Antonius Abt, totdat de protestanten het in 1591 overnamen van de katholieken. Tegenwoordig worden er geen erediensten meer gehouden en in de twintigste eeuw heeft het kerkje lange tijd ongebruikt gestaan. In 1975 is het gebouw nog hersteld en weer incidenteel gebruikt, voornamelijk voor huwelijksplechtigheden.
De kerk heeft thans een woon-werkbestemming. Van 2004 tot 2010 was in de kerk het atelier gevestigd van Aart Stadelmaier, ook wel bekend als de 'kleermaker van de paus'. Het bedrijf maakte kazuifels, habijten en andere religieuze gewaden en voorwerpen. Na het faillissement van Stadelmaier werd het pand verkocht. In 2017 is het andermaal van eigenaar gewisseld.
De toren en het naastgelegen kerkhof zijn eigendom van de gemeente Nijmegen. Bij de kerk hoorde de pastorie op nummer 116, die tevens een rijksmonument is.

## Kerkhof
Rond de kerk ligt een 15e-eeuwse begraafplaats. Het is de laatste rustplaats van verschillende regionale notabelen. Tevens is er een aantal militairen begraven die geridderd zijn met de Militaire Willems-Orde: Jan van Overstraten, baron P.G.R. Snouckaert van Schauburg, Johan Cox van Spengler en Willem Ertwin Frederik van Heemskerck. Zij kregen een dapperheidsonderscheiding voor hun rol in respectievelijk de Tiendaagse Veldtocht, Java-oorlog, en de Derde expeditie naar Bali.
Tot 1890 werd hier begraven. Het kerkhof verkeerde lang in vervallen toestand maar is tussen 2012 en 2017 opgeknapt. Bij de restauratiewerkzaamheden werd zo nu en dan een nieuwe zerk ontdekt. Inmiddels zijn 47 graflocaties zichtbaar.
In de kerk zelf zijn in het verleden zeker zes personen bijgezet. Daarvan is alleen het graf van een telg uit de familie Zoudenbalch nog aanwezig.

## Architectuur
De kerk is gebouwd als gotische dorpskerk met pseudo-basilicaal schip op pijlers en een driezijdig gesloten koor met sacristie aan de zuidzijde. Aan de zuidzijde van het schip bevindt zich een overwelfd portaal. Het interieur heeft kruisribgewelven op gebeeldhouwde kraagstenen. Het schip met ingangsportaal en het koor met sacristie zijn waarschijnlijk 15e-eeuws.
De toren is een eenvoudig gotisch bouwwerk met slanke ingesnoerde naaldspits. De klokkenstoel heeft een klok van Adriaen Steylaert en dateert uit 1574. De klok heeft een diameter van 73,5 cm. Het mechanische torenuurwerk is aanwezig, maar niet in gebruik.
In 2017 is de middeleeuwse vloer gerestaureerd. Het oorspronkelijke kerkinterieur is niet meer aanwezig.

## Fotogalerij

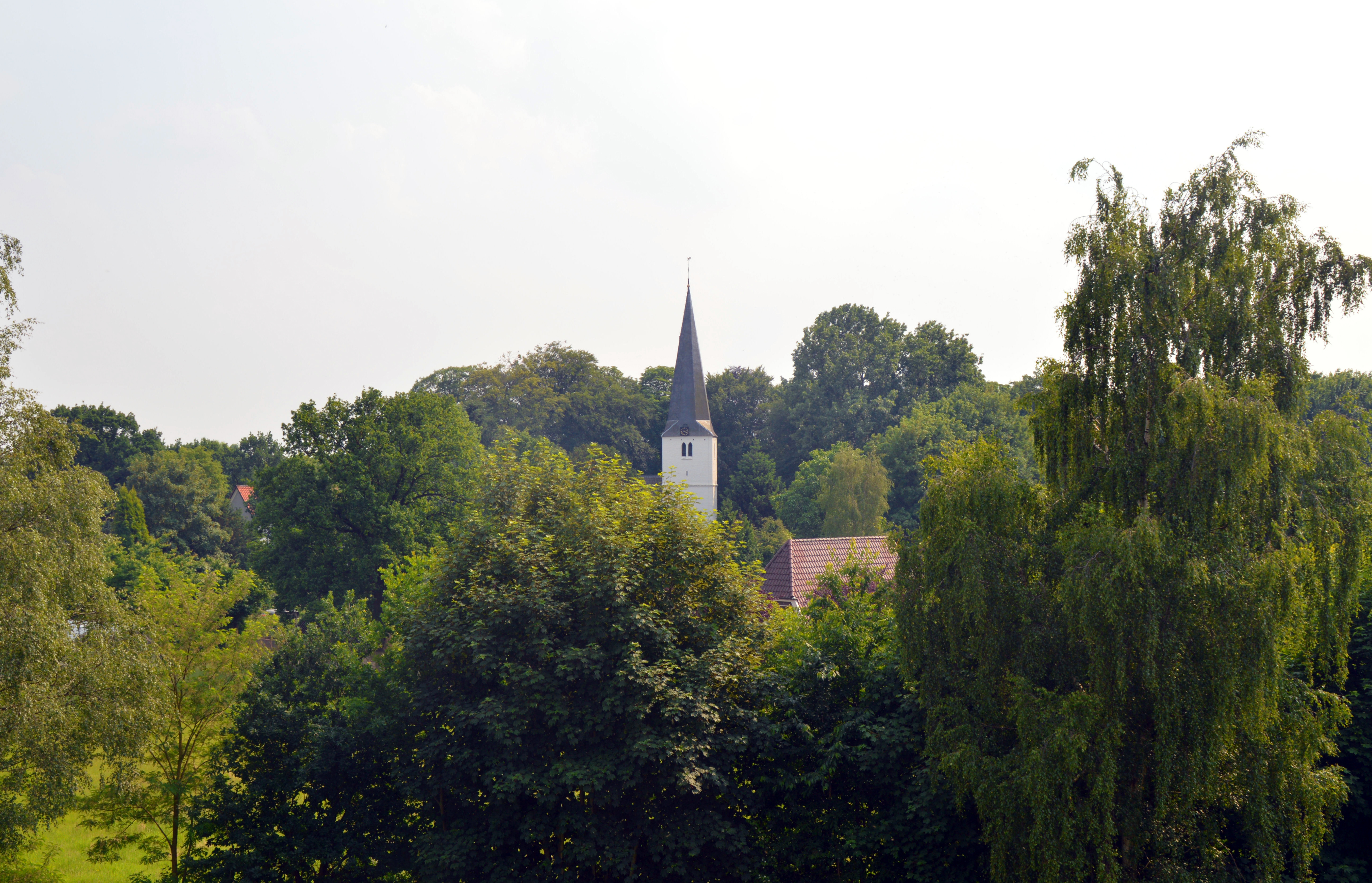
Witte kerkje van Neerbosch gezien vanaf A73
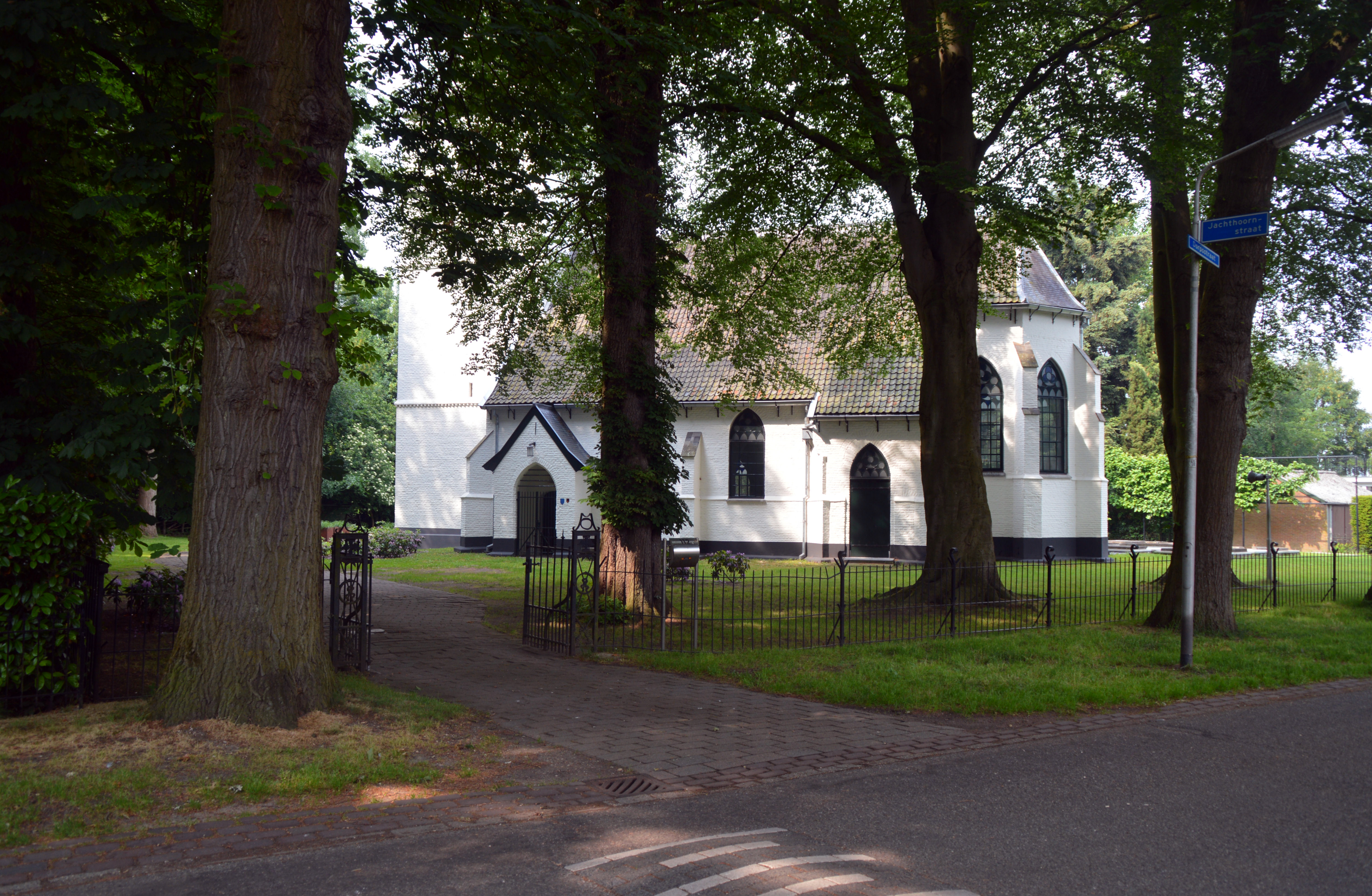
Witte kerkje van Neerbosch
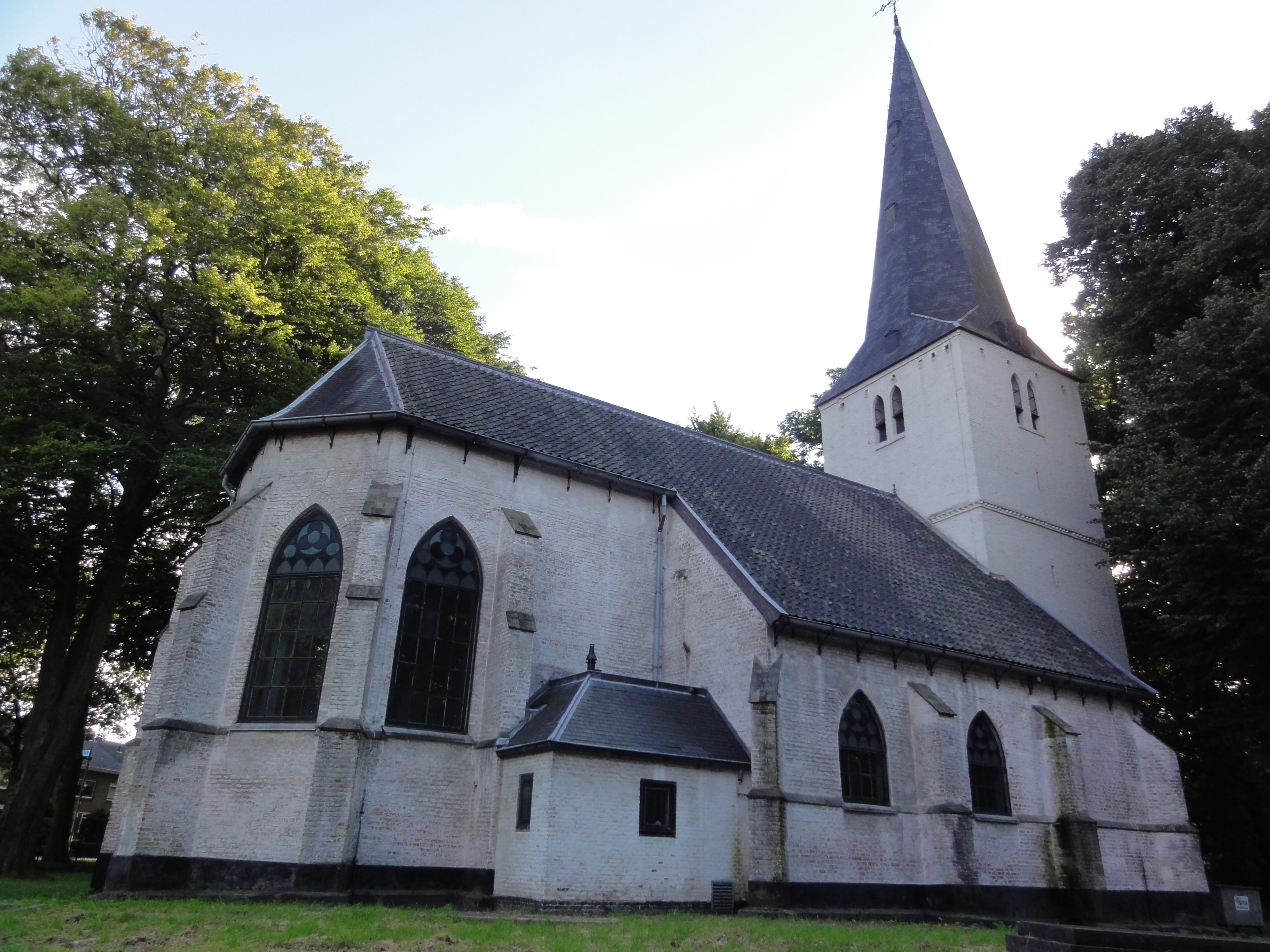
Overzicht
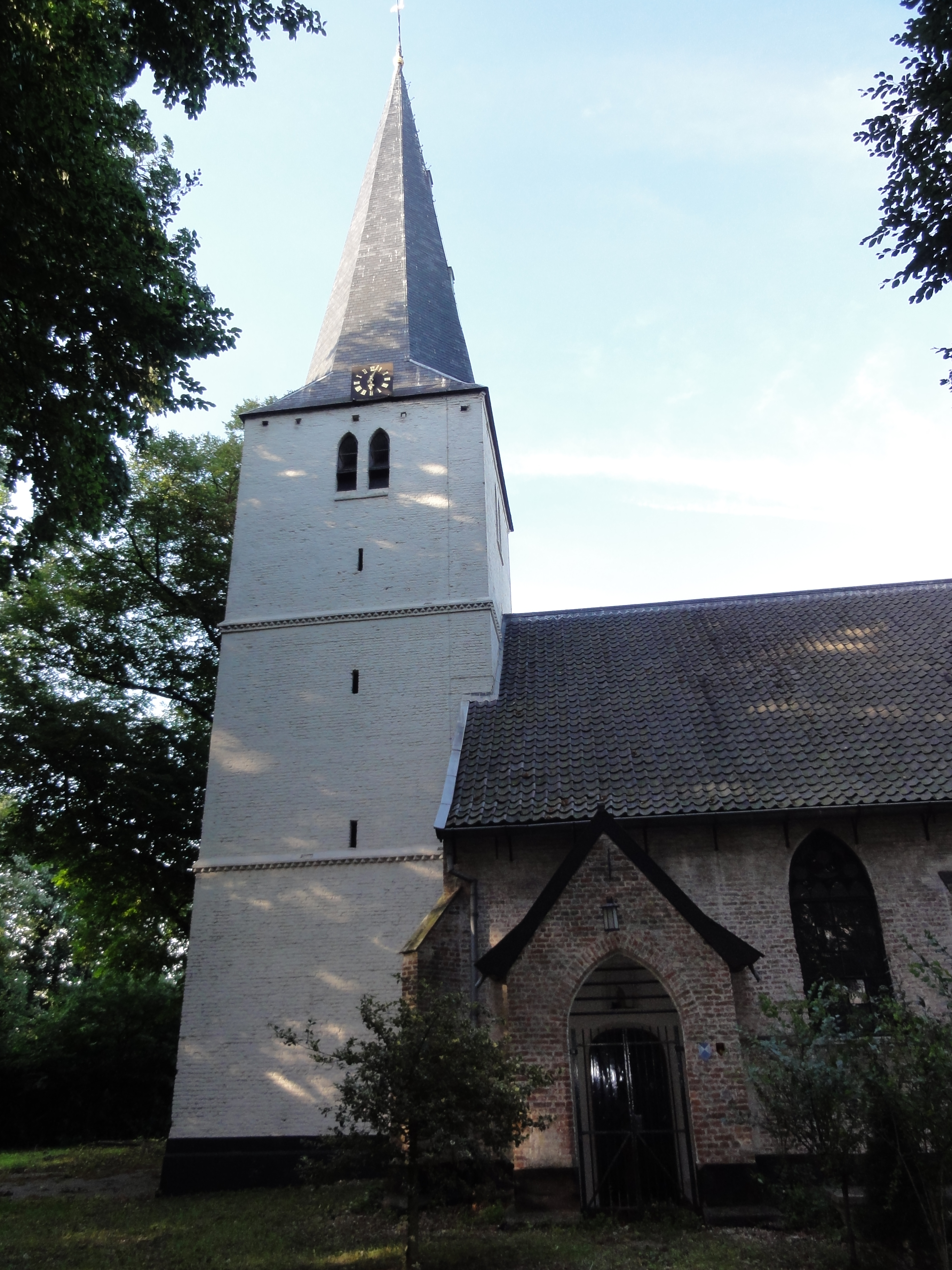
Kerktoren
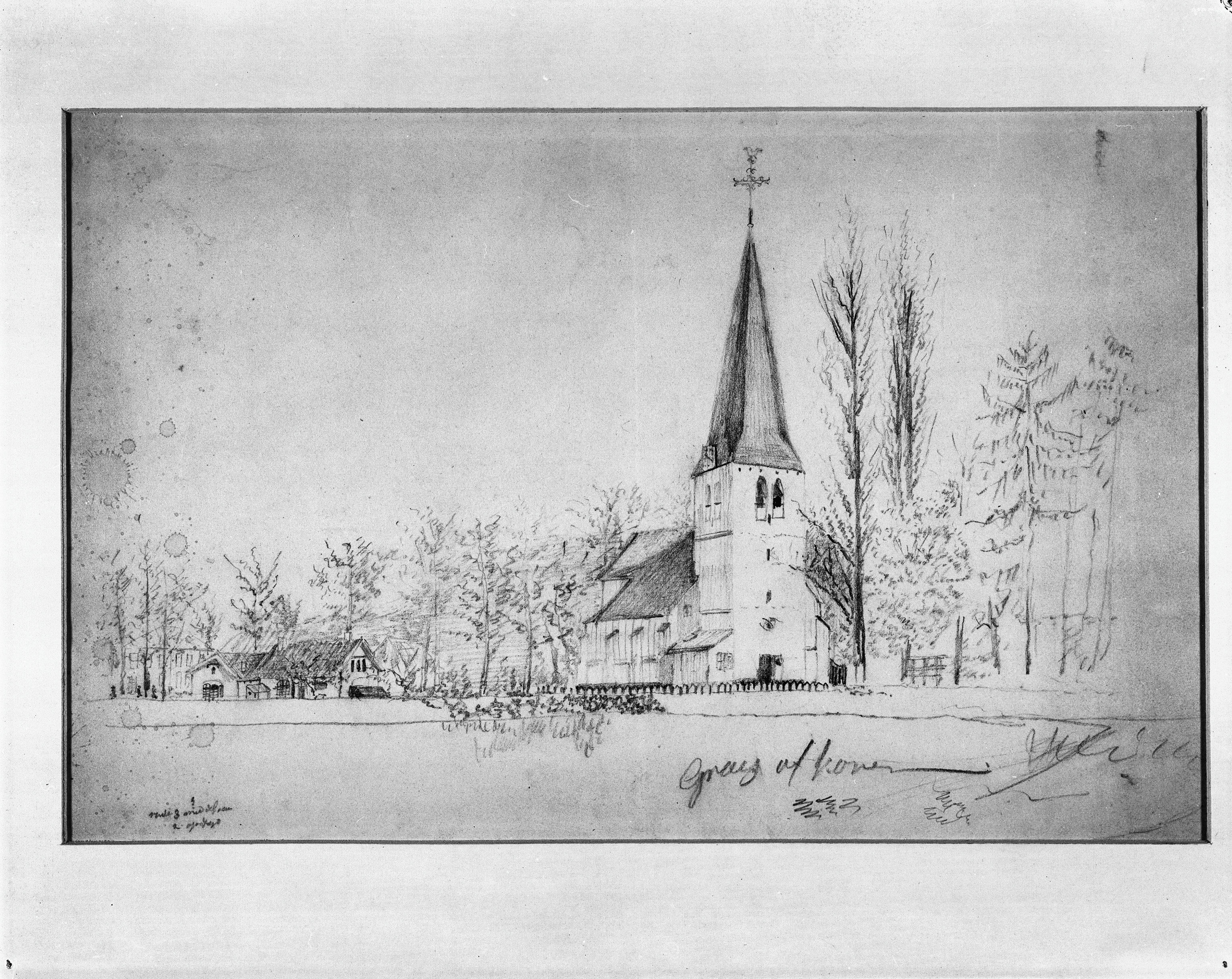
Anonieme tekening